# Martin Sommer
Pour les articles homonymes, voir Sommer.
Walter Gerhard Martin Sommer (8 février 1915 – 7 juin 1988) était un SS-Hauptscharführer et gardien dans les camps de concentration de Dachau et de Buchenwald. Surnommé le « bourreau de Buchenwald », il avait une sinistre réputation de sadique, notamment en ayant ordonné l’exécution de deux prêtres autrichiens, Otto Neururer et Matthias Spanlang, crucifiés à l'envers,.

## Buchenwald
En 1943, le Reichsführer Heinrich Himmler nomma le juge SS Georg Konrad Morgen afin d'enquêter sur les délits de corruption et les actes de cruauté commis par les SS dans l'exercice de leur fonction au sein des camps de concentration et d'extermination nazis. En raison de sa brutalité et de son sadisme excessifs, Sommer fut inculpé et jugé par Morgen. Le commandant Karl Koch et sa femme Ilse Koch furent également jugés.
Selon Morgen, Sommer avait un compartiment secret dans un sous-sol de son bureau. Il gardait ses instruments de torture cachés dans ce compartiment, notamment des aiguilles qu'il utilisait pour tuer ses victimes après leur torture, il leur injectait du phénol ou injectait de l'air dans leurs veines, causant leur mort par embolie. Parfois, après des séances de torture privées tard dans la nuit, Sommer dissimulait le corps de sa victime sous son lit jusqu'à ce qu'il puisse en disposer le lendemain matin.
Parmi ses actes de dépravation, il est accusé d'avoir battu un pasteur allemand, l'accrochant nu dehors en hiver puis en lui jetant des seaux d'eau avant de le laisser geler à mort. À une autre occasion, Sommer a battu à mort un prêtre catholique pour avoir accompli le sacrement de pénitence d'un détenu.
Après le procès, Sommer a été rétrogradé et transféré dans un bataillon pénal combattant sur le front de l'Est, au cours duquel il fut blessé dans une explosion de char, perdant son bras gauche et sa jambe droite. Prisonnier de guerre par l'armée rouge jusqu'en 1950, son statut de prisonnier fut transformé en criminel de guerre mais il ne fut pas inquiété. Il fut libéré en 1955 dans le cadre des négociations menées par Konrad Adenauer, au nom des prisonniers allemands détenus par les Soviétiques.

## Après-guerre
Après sa libération, il retourne en Allemagne de l'Ouest où il se marie, a un enfant et obtient une pension pour les mutilés de guerre. Il échappe à la justice jusqu'en 1957, date à laquelle il est accusé de complicité dans la mort de 101 détenus du camp de concentration. En juillet 1958, il est jugé au tribunal du district de Bayreuth, en Allemagne de l'Ouest, puis reconnu coupable de la mort de 25 personnes et condamné à une peine d'emprisonnement à perpétuité. En appel, l'affaire fut confirmée en mai 1959 par la Cour fédérale,,,. Il meurt à l'hôpital de la prison en 1988.